# ドロンズ
ドロンズは、かつてマセキ芸能社で活動していたお笑いコンビ。1995年結成。2003年解散。

## メンバー
大島 直也（おおしま なおや 1971年6月6日（54歳） - ）
神奈川県横浜市出身。血液型O型。
趣味:音楽鑑賞、インターネット、スノーボード。特技:書道（二段）、スキー（5級）。
石本 武士（いしもと たけし 1973年10月11日（51歳） - ）
広島県広島市出身。血液型A型。
趣味:食べ歩き、ビデオ鑑賞、ジャグリング。特技:サッカー、野球、ダンス、スペイン語。解散後の芸名は、ドロンズ石本を名乗っている。

## 来歴
1995年結成。同期には猿岩石、ビビる、やるせなすなどがいる。デビュー当初は「大島石本」というコンビ名。コンビ結成の経緯は、大島が日本映画学校の俳優科を卒業後に、お笑いの道に進むにあたり、日本映画学校を中退して先にお笑いを始めていた古坂大魔王（元底ぬけAIR-LINE）に相談したところ、前のコンビを解散したばかりの石本を紹介したことから。
その後「D.R.U.G.（ドラック）」に改名したのだが、後述の番組企画に出演が決まった際にこのコンビ名だと麻薬の流通が盛んな地域を縦断する際に支障をきたすということで、1996年にヒッチハイクの旅を告げる前に「ドロンズ」と改名させられた。
1997年に『進め!電波少年』（日本テレビ）で、猿岩石に続く「南北アメリカ大陸縦断ヒッチハイク」に挑戦して話題を呼んだ。
2003年、大島が役者を目指すことを理由にコンビ解消。その後、石本はドロンズ石本としてタレント活動、大島は俳優業の傍ら、ちりとり鍋の店「ちりとり鍋 大島」の店長（オーナー）として活動。石本ものちに馬肉専門の店「馬肉屋たけし」を開業する。店は「大島」が恵比寿西、「たけし」が恵比寿にある。現在大島の店は経営を譲渡し閉店。大島秘伝のちりとり鍋は石本の店のメニューに加えられている。
現在も交流があり、プライベートでは一緒に食事をすることも多く、誕生日等のイベントでは互いの店で打ち上げをする仲。解散前に比べると頻度は大きく落ちるが、まれに仕事でも共演することがある。

## 南北アメリカ大陸縦断ヒッチハイク
日本テレビ系『進め!電波少年』にて、ドロンズが挑戦したヒッチハイクだけで南北アメリカ大陸を縦断しようという企画。1996年11月3日にチリのプンタ・アレーナスから出発、1997年12月31日にアラスカのエンド・オブ・ザ・ロードでゴールを果たす。

### エピソード
- ドロンズは当時『進め!電波少年』の前説を担当していたが、企画開始は前説中にカンペを見て初めて知らされた。なお、番組ではパスポートを本人に内緒で取得した演出が採られている（実際には、パスポートの申請には本人の自書が必須であり、通常、本人が窓口で受け取ることを求められる）。
- 当初、この企画は猿岩石や『進め!電波少年』の司会を担当していた松村邦洋と同じ太田プロダクションのお笑いコンビであるスープレックス（川島省吾（現・劇団ひとり）、秋永和彦）が担当する予定だったが、松村の司会降板を巡って、同番組と太田プロとの間でトラブルとなり、スープレックスのヒッチハイク企画出演は取り消しになったため、急遽マセキ芸能社所属のお笑いコンビであるドロンズが出演することになったという経緯がある[6]。
- アルゼンチンでは、スペイン語を勉強するために小学校で子供たちと一緒に授業を受けるシーンがあった。
- アルゼンチンでは実は一度ギブアップを宣言している。しかし同行ディレクターと話し合いの結果ギブアップを撤回し、旅を続けることとなった。
- 羽田惠理香が、番組のスペシャルの企画で家族や友人の手紙や食糧を届けるためドロンズの家族と共にアルゼンチンを訪れている。
- ウルグアイでは地元のギャング団に暴行を受け、盗難の被害に遭った。
- ペルーでは一ヶ月近くの間『リサス・イ・サルサ』（es:Risas_y_salsa）というテレビの人気バラエティ番組に出演し、コントなどを披露した。
- 1997年4月22日、在ペルー日本大使公邸占拠事件の解決の際に、ドロンズは当時のフジモリ大統領に手紙を手渡ししている。このシーンはペルーのテレビのニュースでも報じられた。
- コロンビアからパナマに向かう際、危険地帯がありどうしても先に進めない危機に立たされたが、船をヒッチハイクすることができ、道を切り開いている。電波少年の同様の企画に参加していた猿岩石も朋友も危険地帯でのみ飛行機を使用しているが、完全にヒッチハイクと徒歩のみでゴールしているのはドロンズのみであると言える。
- 遠藤久美子が番組のスペシャルの企画でゴール地点のゲートの修復をするためアラスカを訪れた。その際に大島が入院していた病院に見舞いに訪れるシーンがあった。遠藤はドロンズゴールの際も再度アラスカに出向いている。

### 応援歌
前田亘輝「君だけのTomorrow」
- 前田はブラジルでドロンズ（この時リオのカーニバルに参加していた）と合流し、途中までドロンズの旅に同行している。ヒッチハイクも野宿も共に行った。帰国後、応援歌としてこの曲を作った。また、ドロンズがゴールする際にも前田はアラスカに出向き、ドロンズの目の前で「君だけのTomorrow」をオーケストラバージョンで披露している。

### 関連書籍
- ドロンズ日記（日本テレビ放送網）

1. Part1〜青雲のラテン編〜（1997年5月10日）
2. Part2〜驚天動地のペルー編〜（1997年7月18日）
3. Part3〜魔境の中米編〜（1997年10月21日）
4. Part4〜運命の岐路北米編〜（1997年12月24日）
5. Part5〜極北の夢 完結編〜（1998年1月30日）

- 全ドロンズ（インタビューと劇画で構成）（日本テレビ放送網）（1998年3月3日）

### 関連ビデオ
- ドロンズ南北アメリカ大陸縦断ヒッチハイク（バップ）

1. Part1〜青雲のラテン編〜（1997年8月）
2. Part2〜驚天動地のペルー編〜（1997年8月）
3. Part3〜魔境の中米編〜（1998年2月）
4. Part4〜極北の夢 完結編〜（1998年2月）

## 出演

### テレビ番組
- 進め!電波少年（日本テレビ、1996年11月 - 1997年12月）
- 雷波少年（日本テレビ、1998年4月 - 1999年9月）
- BANG! BANG! BANG!（フジテレビ、1996年1月 - 9月）
- パパパパパフィー（テレビ朝日）不定期出演
- DAIBAッテキ!! （フジテレビ、1998年10月 - 1999年3月）
- ウッチャンナンチャンの炎のチャレンジャー これができたら100万円!! （テレビ朝日）準レギュラー
- ウンナンのホントコ!（TBS、1998年10月 - 2001年3月）
- DAIBAクシン!!GOLD （フジテレビ、1999年4月 - 1999年9月）
- DAIBAクシン!!cheki b. （フジテレビ、1999年4月 - 1999年9月）ドラマ「夏までのダイアリー」
- サンデー!CLUB Disney（テレビ東京、1999年4月 - 2000年3月）
- ひざくりげ （テレビ朝日、 1999年10月 - 2001年3月）
- 爆報! THE フライデー （TBS、2019年8月30日）- コンビ再会。花畑牧場でロシナンテとも再会